# Chefe tribal

Gengis Cã, cã dos mongóis

Um chefe tribal, tradicionalmente, é o líder de uma tribo, ou o chefe de uma forma tribal de autogoverno.
A noção de "chefe tribal" é um tanto vaga e arbitrária; tanto "chefe" quanto "tribo" são termos pouco definidos com clareza, e em muitos casos outras denominações são utilizadas para o mesmo cargo, tal como "soberano local" ou até mesmo denominações genéricas como "líder" (em comunidades autônomas pequenas e isoladas, como numa selva). Em alguns casos estes chefes apenas lideram uma entidade que faz consultas dentro de um organismo político maior; noutros a autonomia tribal se assemelha a um Estado propriamente dito.
Existem diversas variações, porém os tipos mais comuns de chefes tribais são o líder de um conselho (geralmente de anciões, e/ou uma assembleia popular em culturas "parlamentares". Pode ser meramente um chefe militar durante períodos de guerra, um líder hereditário, ou ainda o curandeiro ou xamã mais dominante politicamente em culturas teocráticas.
O termo costuma se distinguir de "chefes" e líderes que ocupam cargos inferiores, como o chefe da aldeia (uma noção geográfica) ou o chefe do clã (uma noção essencialmente genealógica), assim como outras que tenham apenas expressões políticas, legislativas ou judiciárias.